# 찬드라굽타 1세

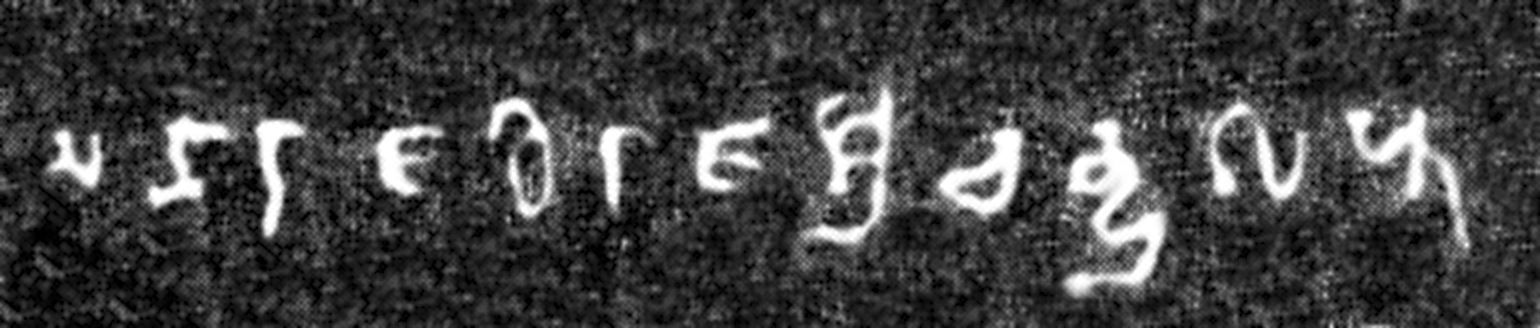
굽타 문자로 새겨진 마하라자디라자 슈리 찬드라굽타(Mahārājadhirāja Shrī Chandragupta, "왕중왕, 찬드라굽타 경") 비문. 사무드라굽타의 알라하바드 기둥 비문에서 발췌. _{}_{}

찬드라굽타 1세(굽타 문자:  차-ㄴ드라-구-프타, 재위 약 319–335)는 굽타 제국의 군주로, 인도 북부와 중부를 통치했다. 그의 칭호 마하라자디라자("왕중왕")는 그가 이 왕조의 첫 종주국 지배자였음을 시사한다. 그가 어떻게 작은 선조의 왕국을 제국으로 만들었는지는 확실치 않지만, 현대 역사가들 사이에서 널리 받아들여지는 이론은 그가 리차비 공주 쿠마라데비와의 결혼을 통해 정치적 권력을 확장하는 데 도움을 받았다는 것이다. 그들의 아들 사무드라굽타는 굽타 제국을 더욱 확장했다.

## 재위 기간
찬드라굽타는 굽타 왕 가토트카차굽타의 아들이자 왕조의 창시자인 굽타의 손자로, 두 사람 모두 알라하바드 기둥 비문에서 마하라자("위대한 왕")로 불린다. 찬드라굽타는 마하라자디라자 ( "왕중왕") 칭호를 사용하고 금화를 발행했는데, 이는 그가 왕조의 첫 제국 지배자였음을 시사한다.
찬드라굽타는 4세기 초에 확실히 재위했지만, 그의 정확한 재위 기간은 불확실하다. 그가 마하라자디라자 칭호를 사용한 것은 그가 굽타 달력 시대를 창설했으며, 이 시대의 기원이 그의 대관식을 의미한다는 추측으로 이어졌다. 이 주장에 근거하여 V. A. 스미스와 P. L. 굽타를 포함한 여러 역사가들은 찬드라굽타의 즉위를 319-320년으로 보는데, 이는 그들이 굽타 시대의 시작이라고 믿는 시기이다. 그러나 이것은 단순한 추정일 뿐이며, 굽타 시대의 창시자가 누구인지는 확실하지 않다. D. C. 시르카르와 R. C. 마줌다르와 같은 일부 역사가들은 굽타 시대가 그의 아들 사무드라굽타의 대관식을 기념한다고 이론화한다. S. R. 고얄은 이 시대가 후기 왕 찬드라굽타 2세에 의해 시작되었지만, 그 시작은 사무드라굽타의 즉위 시기로 거슬러 올라간다고 이론화한다.
찬드라굽타 1세는 아마도 오랜 기간 재위했을 것으로 보인다. 알라하바드 기둥 비문은 그가 노년에 접어들면서 아들을 후계자로 임명했음을 시사하기 때문이다. 그러나 그의 정확한 재위 기간은 논쟁의 여지가 있다.
찬드라굽타의 재위 기간에 대한 다양한 추정치는 다음과 같다.
- A. S. 알테카르: 305–325[13]
- S. R. 고얄: 319–350[13]
- 테이 람 샤르마: 319–353[16]
- 우핀더 싱: 319-335/336[17]

## 쿠마라데비와의 결혼
찬드라굽타는 리차비족 공주 쿠마라데비와 결혼했다. 리차비는 고타마 붓다 시대에 현재 비하르주의 바이샬리에 본부를 둔 고대 씨족의 이름이다. 1천년기 CE에는 현재 네팔에 리차비족 왕국이 존재했다. 그러나 쿠마라데비의 리차비 왕국의 정체는 확실하지 않다.
네팔 리차비 왕조의 8세기 비문은 그들의 전설적인 선조 수푸슈파가 마가다의 파탈리푸트라에 있는 푸슈파푸라의 왕가에서 태어났다고 주장한다. V. A. 스미스와 같은 일부 역사가들에 따르면, 사무드라굽타 시대에 리차비족은 파탈리푸트라를 통치했다. 그러나 이 비문은 수푸슈파가 5세기 왕 마나데바보다 38세대 전에 통치했다고 명시하고 있으며, 이는 찬드라굽타 시대보다 수세기 전이다. 따라서 이 비문의 주장은, 설령 사실이라 하더라도, 찬드라굽타 시대의 파탈리푸트라에서 리차비족의 통치에 대한 구체적인 증거로 받아들여질 수 없다.
쿠마라데비의 리차비 왕국은 현재의 네팔에 위치했을 가능성이 낮다. 왜냐하면 사무드라굽타의 알라하바드 기둥 비문이 네팔라(즉, 네팔)를 별개의 종속 왕국으로 언급하기 때문이다. 다른 증거가 없는 점을 감안할 때, 역사가 R. C. 마줌다르는 찬드라굽타 시대에 리차비족이 역사적 기록에서 알려진 유일한 다른 씨족 기지인 바이샬리를 통치했다고 추정했다.

### 결혼의 영향

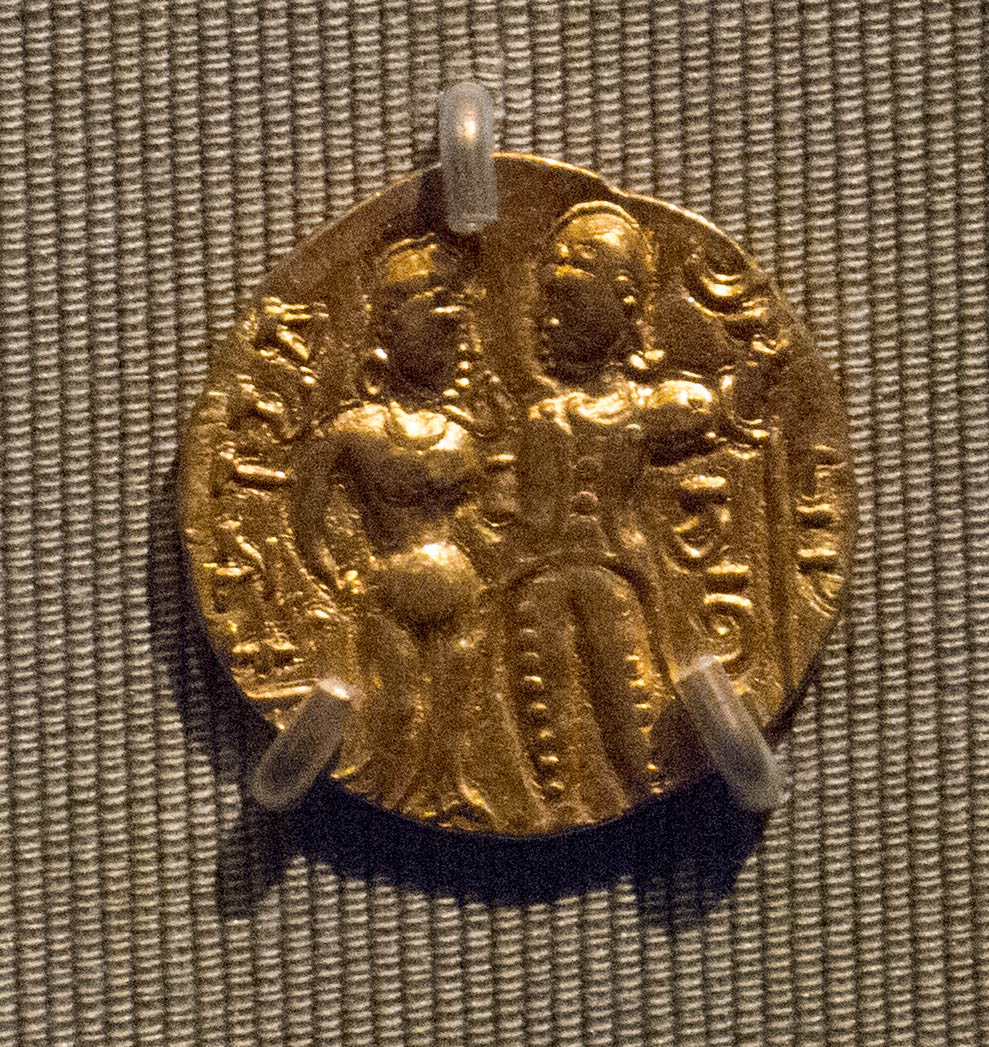
찬드라굽타와 쿠마라데비를 묘사한 주화

찬드라굽타에게 귀속된 금화에는 찬드라굽타와 쿠마라데비의 초상화가 새겨져 있으며, 리차바야("리차비족")라는 전설이 새겨져 있다. 그들의 아들 사무드라굽타는 굽타 비문에서 리차비-다우히트라("리차비족 딸의 아들")로 묘사된다. 쿠마라데비를 제외하고 이 비문들은 굽타 왕비들의 부계 가문을 언급하지 않는데, 이는 굽타 가문이 쿠마라데비와 찬드라굽타의 결혼을 중요한 사건으로 여겼음을 시사한다.
화폐학자 존 앨런은 찬드라굽타가 바이샬리에 본부를 둔 리차비 왕국을 물리쳤고, 쿠마라데비와의 결혼이 평화 조약의 일부로 이루어졌다고 이론화했다. 그는 굽타족이 리차비족의 고대 혈통 때문에 이 결혼을 단순히 명예로운 것으로 여겼다고 주장했다. 그러나 고대 문헌인 마누삼히타는 리차비족을 "이단적이고 불순한"(브라티야) 것으로 간주한다. 따라서 굽타족이 사회적 명성을 높이기 위해 사무드라굽타의 리차비족 혈통을 자랑스럽게 언급했을 가능성은 낮다. 또한, 굽타족이 리차비족을 물리친 후 왕조의 주화에 리차비족의 이름을 허용했을 가능성도 낮다.
결혼이 찬드라굽타가 자신의 정치적 권력과 영토를 확장하여 마하라자디라자 칭호를 채택하는 데 도움이 되었을 가능성이 더 높다. 주화에 리차비족의 이름이 나타나는 것은 아마도 굽타 권력 확장에 대한 그들의 기여를 상징하는 것일 것이다. 결혼 후 찬드라굽타는 아마도 리차비족 영토의 지배자가 되었을 것이다. 다른 가능성으로는 굽타와 리차비 국가가 연합을 형성하여, 찬드라굽타와 쿠마라데비가 각자의 국가의 주권 통치자로 간주되었을 수 있으며, 이는 그들의 아들 사무드라굽타가 연합 왕국의 단독 통치자가 될 때까지 지속되었을 수 있다.

## 왕국의 범위

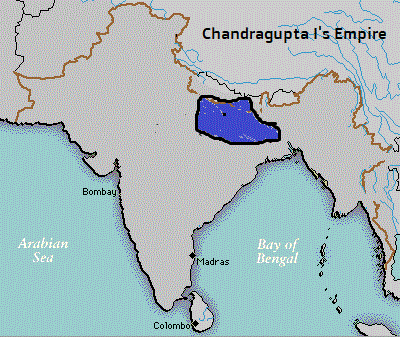
찬드라굽타 1세 시대의 굽타 제국의 가능한 범위

찬드라굽타에 대해 알려진 것은 그의 조상, 결혼, 그리고 그의 칭호 마하라자디라자에서 분명히 드러나는 굽타 권력의 확장 외에는 거의 없다. 찬드라굽타 왕국의 영토 범위는 알려져 있지 않지만, 찬드라굽타가 마하라자디라자 칭호를 지녔던 만큼 초기 굽타 왕들보다 상당히 넓었을 것이다. 현대 역사가들은 푸라나와 그의 아들 사무드라굽타가 발행한 알라하바드 기둥 비문의 정보를 바탕으로 그의 왕국의 범위를 파악하려고 시도했다.
알라하바드 기둥 비문은 사무드라굽타에게 정복당한 여러 왕들의 이름을 언급한다. 이 왕들의 정체를 바탕으로 여러 현대 역사가들은 그가 찬드라굽타로부터 물려받았음에 틀림없는 영토의 범위를 결정하려고 시도했다. 예를 들어, 벵골 지역 북부의 왕이 사무드라굽타에게 정복당한 왕들 중에 언급되지 않았기 때문에, 이 역사가들은 북부 벵골이 찬드라굽타 왕국의 일부였다고 이론화한다. 그러나 사무드라굽타에게 정복당한 왕들 중 여러 왕의 정체가 논쟁의 여지가 있기 때문에 그러한 결론을 확신할 수는 없다. 그럼에도 불구하고, 비문의 정보는 찬드라굽타 왕국의 일부가 아니었던 영토를 결정하는 데 사용될 수 있다.
- 서쪽으로는 찬드라굽타의 왕국이 프라야가(현대 프라야그라지)를 크게 넘지 않았을 것이다. 사무드라굽타가 현재 우타르프라데시주 서부의 왕들을 물리쳤기 때문이다.[25]
- 남쪽으로는 찬드라굽타의 왕국이 중인도의 마하코살라 지역을 포함하지 않았다. 사무드라굽타가 이 지역과 동일시되는 삼림 지역의 왕들을 물리쳤기 때문이다.[25]
- 동쪽으로는 찬드라굽타의 왕국이 남부 벵골을 포함하지 않았다. 알라하바드 기둥 비문이 그 지역의 사마타타를 변경 왕국으로 언급하기 때문이다.[25] 또한 델리의 철 기둥 비문은 그 지역의 방가 왕국이 후대 왕 찬드라굽타 2세에 의해 정복되었음을 시사한다.[26]
- 북쪽으로는 알라하바드 기둥 비문이 네팔라(현재의 네팔)를 변경 왕국으로 언급한다.[27]

바유 푸라나의 한 구절은 굽타족이 사케타(현대 아요디아), 프라야그라지, 그리고 마가다를 통치했다고 명시한다. 이를 바탕으로 여러 현대 학자들은 찬드라굽타가 이 지역들을 통치했다고 이론화했다. 그러나 바유 푸라나가 특정 통치자의 이름을 언급하지 않기 때문에 이 결론은 확실하지 않다. 이 이론에 비판적인 학자들은 이 구절이 왕조의 창시자인 굽타 또는 왕국의 쇠퇴를 감독했던 6세기 통치자들의 영토를 묘사한다고 주장한다. 비평가들은 또한 비슈누 푸라나의 해당 구절이 굽타족과 마가다족이 프라야가와 마가다를 공동으로 통치했다고 명시하고 있으며, 사케타는 전혀 언급하지 않는다는 점을 지적한다. 바가바타 푸라나의 다양한 사본에 있는 해당 구절은 "굽타"라는 단어를 언급하지 않거나, 특정 왕조의 이름으로 사용하는 대신 "보호된"이라는 일반 명사로 사용한다. 심지어 바유 푸라나의 일부 사본은 "굽타" 대신 "구햐", "사프타" 또는 "마니다니야카"라는 단어를 사용한다. 이 이론의 지지자들은 이를 필사 오류로 일축한다. 역사가 아슈비니 아그라왈은 바유 푸라나 구절이 제국 쇠퇴기 동안의 굽타 영토에 대한 언급일 수 없다고 주장한다. 이 구절이 이 시기 동안 굽타 왕국의 일부를 형성했던 벵골을 언급하지 않기 때문이다.
역사가 R. C. 마줌다르에 따르면, 찬드라굽타의 왕국은 현재의 비하르주 전체, 그리고 현재의 우타르프라데시주와 벵골의 일부를 포함했을 수 있다. 역사가 딜립 쿠마르 강굴리는 그가 서쪽의 프라야그라지에서 동쪽의 벵골 강가 강까지 뻗어 있는 큰 왕국을 통치했다고 믿는다. 이 왕국은 남동부 벵골(사마타타), 남부 벵골(방가), 동부 벵골, 그리고 서부 벵골(찬드라바르만의 왕국)을 제외했다. 역사가 아슈비니 아그라왈은 그의 왕국이 중부 및 동부 우타르프라데시주(프라야그라지와 아와드 포함)와 비하르주를 포함했지만, 벵골은 포함하지 않았다고 명시한다.

## 주화

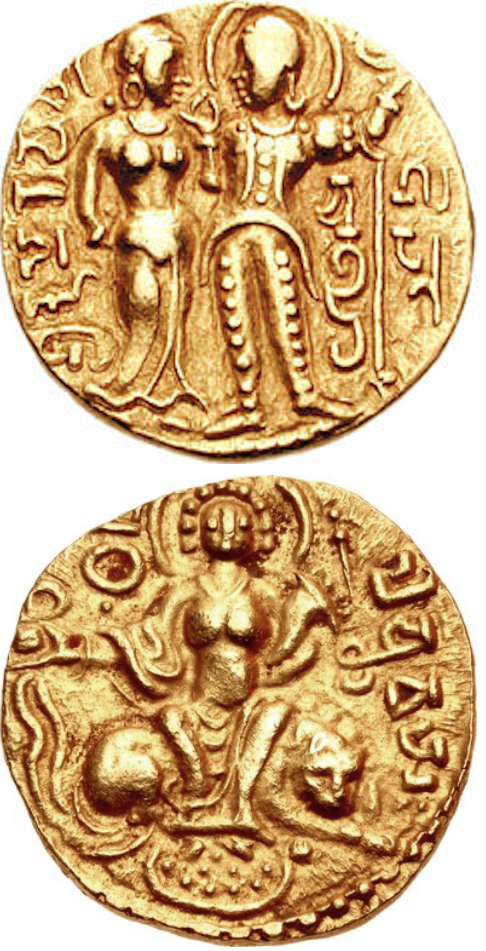

찬드라굽타와 쿠마라데비의 초상화가 새겨진 금화는 우타르프라데시주의 마투라, 아요디아, 러크나우, 시타푸르, 탄다, 가지푸르, 그리고 바라나시에서 발견되었다. 또한 라자스탄주의 바야나, 비하르주의 하지푸르에서도 발견되었다. 이 주화의 앞면에는 찬드라굽타와 쿠마라데비의 초상화가 굽타 문자로 새겨져 있다. 뒷면에는 사자 위에 앉아 있는 여신이 있으며, "리-ㅊ차-바-야"(𑁊, "리차비족")라는 전설이 새겨져 있다.
화폐학자 존 앨런을 비롯한 여러 학자들은 찬드라굽타와 쿠마라데비의 초상화가 새겨진 금화가 그의 부모를 기념하기 위해 사무드라굽타에 의해 발행되었다고 간주했다, 반면 다른 학자들은 이 주화의 발행을 찬드라굽타 자신에게 귀속시키거나, 심지어 이 주화가 리차비족에 의해 발행되었다고 주장하기도 했다.
V. S. 파탁은 이 주화들이 왕실 부부가 결혼식 자세로 있는 모습을 보여준다고 이론화했지만, 주화가 왕실 결혼을 묘사한다는 구체적인 증거는 없다. S.V. 소호니는 이 주화들이 찬드라굽타가 군사 작전을 떠나면서 쿠마라데비에게 작별을 고하는 모습을 묘사한다고 이론화했지만, 군사적 기량을 나타내는 문구가 없다는 점을 감안할 때(아들 사무드라굽타의 주화와 달리) 이는 의심스럽다. 이 주화들은 아마도 단순히 찬드라굽타와 쿠마라데비를 공동 통치자로 묘사하고 있을 것이다.
이 주화 뒷면에 나타나는 여성 인물의 정체는 불확실하다. 사자 위에 앉아 있는 여성 인물의 묘사가 인도의 역사 미술에서 여신의 특징이므로 굽타 여왕이었을 가능성은 낮다. A. S. 알테카르와 같은 일부 역사가들은 이 여신을 두르가로 식별했다. 그러나 두르가가 종종 사자 위에 앉은 모습으로 묘사되지만, 이 속성이 그녀에게만 고유한 것은 아니다. 락슈미 또한 사자 위에 앉은 모습으로 묘사된 바 있다. 예를 들어, 헤마드리의 작품에는 심하-바히니("사자를 바하나로 삼는") 락슈미가 언급되어 있으며, 카주라호의 이미지에는 심하-바히니 가잘락슈미가 묘사되어 있다. 존 앨런과 같은 일부 학자들은 주화의 여신을 행운의 여신이자 비슈누의 아내인 락슈미로 식별했다. 그녀는 굽타족의 왕실 번영의 상징으로, 또는 그들의 비슈누파 소속의 표시로 주화에 등장했을 수 있지만, 이는 확실하게 말할 수 없다. 이 여신은 또한 그 이름이 그녀의 이미지 아래에 나타나는 리차비족의 수호 여신이었을 수도 있지만, 이 또한 확실하게 말할 수 없다.

## 후계자
사무드라굽타의 알라하바드 기둥 비문과 에란 석비에 따르면, 그의 아버지 찬드라굽타가 그를 다음 황제로 선택했다. 알라하바드 기둥 비문은 찬드라굽타가 그에게 "지구를 보호하라"고 명했다고 명시하는데, 이는 찬드라굽타가 노년에 제위를 포기하고 아들을 다음 황제로 임명했음을 시사한다.
굽타 통치자 카차가 발행한 주화가 발견되면서 찬드라굽타의 후계자에 대한 일부 논쟁이 불거졌다. 한 이론에 따르면, 카차는 사무드라굽타의 또 다른 이름이었다. 다른 이론은 카차가 사무드라굽타의 형이며, 아버지 찬드라굽타의 뒤를 이었다는 것이다.
바비쉬요타라 푸라나의 칼리유가-라자-브리탄타 부분은 카차가 리차비 공주에게서 태어난 찬드라굽타 1세의 아들이라고 언급한다. 이는 카차가 아버지와 함께 공동 통치했으며, 사무드라굽타가 그들의 아버지를 죽였다고 명시한다. 그러나 이러한 구절들(그리고 아마도 전체 텍스트)은 현대의 위조품이다.

## 참고 문헌
- Ashvini Agrawal (1989). 《Rise and Fall of the Imperial Guptas》. Motilal Banarsidass. ISBN 978-81-208-0592-7.
- Dilip Kumar Ganguly (1987). 《The Imperial Guptas and Their Times》. Abhinav. ISBN 978-81-7017-222-2.
- R. C. Majumdar (1981). 《A Comprehensive History of India; Volume 3, Part I: A.D. 300-985》. Indian History Congress / People's Publishing House. OCLC 34008529.
- Upinder Singh (2017). 《Political Violence in Ancient India》. Harvard University Press. ISBN 978-0-674-98128-7.
- Tej Ram Sharma (1989). 《A Political History of the Imperial Guptas: From Gupta to Skandagupta》. Concept. ISBN 978-81-7022-251-4.
- Tej Ram Sharma (1978). 《Personal and Geographical Names in the Gupta Inscriptions》. Concept. OCLC 5413655.